# Valentianismo
O valentianismo foi um movimento gnóstico, que foi fundado por Valentim no século II. O valentianismo foi um dos principais movimentos gnósticos. Sua influência foi muito difundida, não apenas dentro de Roma, mas também no Egito através da Ásia Menor e Síria, a leste, e Noroeste da África . 
Mais tarde na história do movimento que se quebrou em duas escolas, uma escola de oriental e uma escola ocidental. Discípulos de Valentino continuaram a ser ativos no século IV, após o Império Romano ser declarado cristão . 
Valentino e o movimento gnóstico que leva seu nome foram considerados ameaças ao cristianismo por líderes religiosos e estudiosos cristãos, não só por causa de sua influência, mas também por causa de suas doutrinas, práticas e crenças. Gnósticos foram condenados como hereges, e os pais proeminentes da Igreja, como Irineu de Lyon e Hipólito de Roma escreveram contra o gnosticismo. A maioria das evidências para a teoria dos valentinos vem de seus críticos e detratores, sobretudo Irineu, já que ele estava especialmente preocupado em a refutar o valentianismo .
Além de extremamente importante para o desenvolvimento do Cristianismo primitivo, o valentinianismo também é um importante componente do movimento histórico-filosófico conhecido como Médio platonismo 